# Greatest Hats
Greatest Hats è il primo album di raccolta del gruppo musicale canadese Men Without Hats, pubblicato nel 1996.
Include anche Collection.

## Tracce
1. The Safety Dance – 2:43
2. Living in China – 3:01
3. Antarctica – 3:25
4. I Got the Message – 4:39
5. I Like – 4:12
6. Where Do the Boys Go? – 3:53
7. Freeways (Euromix) – 5:45
8. Pop Goes the World – 3:44
9. On Tuesday – 4:08
10. Sideways – 4:53
11. Editions of You – 3:53
12. The Safety Dance (Extended version) – 4:32
13. Where Do the Boys Go? (Extended version) – 6:17

Collection
1. The Safety Dance
2. Living in China
3. Antarctica
4. I Got the Message
5. I Like
6. Where Do the Boys Go?
7. Messiahs Die Young
8. Pop Goes the World
9. Moonbeam
10. Hey Men
11. Editions of You
12. The Safety Dance (Extended Club Mix)
13. I Got the Message (Dance version)
14. Where Do the Boys Go? (Extended version)